# Clinocera fontinalis
Clinocera fontinalis är en tvåvingeart som först beskrevs av Alexander Henry Haliday 1833.  Clinocera fontinalis ingår i släktet Clinocera och familjen dansflugor. Arten är reproducerande i Sverige. Inga underarter finns listade i Catalogue of Life.